# 121655 Nitapszcolka
121655 Nitapszcolka este o planetă minoră (asteroid) din centura de asteroizi. A fost descoperită pe 4 decembrie 1999 la Catalina Station⁠(d) de Catalina Sky Survey. 
Obiectul prezintă o orbită caracterizată de o semiaxă mare de 3,2017429467988 UAi, o excentricitate de 0,23, o înclinație de 1,6 ° în raport cu ecliptica.